# Polygala microphylla
Polygala microphylla là một loài thực vật có hoa trong họ Polygalaceae. Loài này được L. miêu tả khoa học đầu tiên năm 1763.